# Pancho Gonzáles
César Héctor González znany jako Pancho Gonzáles (ur. 7 grudnia 1926 w Buenos Aires – zm. 5 marca 2016 w Nicei) – argentyński piłkarz grający na pozycji środkowego obrońcy, a następnie trener piłkarski.

## Kariera klubowa
Swoją karierę piłkarską Gonzáles rozpoczął w klubie CA Boca Juniors. W 1948 roku zadebiutował w jego barwach w argentyńskiej Primera División. Grał w nim do 1951 roku.
W 1951 roku Gonzáles wyjechał do Francji i został zawodnikiem OGC Nice. W sezonach 1951/1952, 1955/1956 i 1958/1959 wywalczył z nim trzy tytuły mistrza Francji. Z Nice zdobył też dwa Puchary Francji w sezonach 1951/1952 i 1953/1954. W 1961 roku odszedł do FC Nantes. Grał w nim do końca swojej kariery, czyli do 1963 roku.

## Kariera trenerska
Po zakończeniu kariery piłkarskiej Gonzáles został trenerem. Pracował głównie we Francji w takich klubach jak: SC Draguignan (1963-1964), OGC Nice (1964-1969), Bourges 18 (1972-1973), Angers SCO (1973-1974), FC Rouen (1976-1978) i AAJ Blois Football (1981-1982).
W 1986 roku Gonzáles został selekcjonerem reprezentacji Wybrzeża Kości Słoniowej. Poprowadził ją w Pucharze Narodów Afryki 1986 i doprowadził ją do zajęcia 3. miejsca w tym turnieju.